# Alburno (mitologia)
Alburno (em latim: Alburnus) é o deus venerado sobre o Monte Alburno, na Lucânia, segundo Tertuliano.